# ریچارد بل
ریچارد بل (به انگلیسی: Richard Bell) (زادهٔ ۱۸۷۶ — درگذشتهٔٔ ۱۹۵۲)، متخصص بریتانیایی زبان، فرهنگ و ادبیات عرب در دانشگاه ادینبرای اسکاتلند بود. او در فاصلهٔ ۱۹۳۷ تا ۱۹۳۹ ترجمه‌ای از قرآن را به زبان انگلیسی منتشر نمود و در ۱۹۵۳ اثر دیگری با عنوان «درآمدی بر قرآن» که در ۱۹۷۰ مورد تجدیدنظر مونتگومری وات قرار گرفت از او انتشار یافت. هر دوی این آثار نقشی تأثیرگذار در مطالعات قرآنی در غرب داشته‌اند.

## آثار
- The Origin of Islam in its Christian Environment (منشأ اسلام در محیطی مسیحی). انتشارات دانشگاه ادینبرا، ۱۹۲۵
- The Qur'an. Translated, with a critical re-arrangement of the Surahs (قرآن. ترجمه همراه با آرایش مجدد سوره‌ها). دو جلد، انتشارات دانشگاه ادینبرا، ۱۹۳۷-۱۹۳۹
- Introduction to the Qurʾān (درآمدی بر قرآن). پژوهش‌های اسلامی ۸. انتشارات دانشگاه ادینبرا ۱۹۵۳، با تجدید نظری از دابلیو مونتگومری وات ۱۹۷۰